# Botești
Botești è un comune della Romania di 4 844 abitanti, ubicato nel distretto di Neamț, nella regione storica della Moldavia. 
Il comune è formato dall'unione di 3 villaggi: Barticești, Botești, Nisiporești.
Nel 2004 si sono staccati da Botești i villaggi di David, Moreni, Munteni e Văleni, andati a formare il comune di Văleni.